# Achelia bullosa
Achelia bullosa is een zeespin uit de familie Ammotheidae. De soort behoort tot het geslacht Achelia. Achelia bullosa werd in 1996 voor het eerst wetenschappelijk beschreven door Child. 